# Ekdammen
Ekdammen är en sjö i Åtvidabergs kommun i Småland och ingår i Vindåns huvudavrinningsområde.